# Mossana Debesay
Mossana Debesay (* 25. November 1993 in Asmara) ist eine ehemalige eritreische Radsportlerin.

## Sportliche Laufbahn
Mossana Debesay entstammt einer Radsportfamilie: Ihr Bruder Mekseb ist Radrennfahrer wie auch bis 2015 ihr weiterer Bruder Frekalski.
Seit 2014 ist Mossana Debesay international im Radsport aktiv. 2015 errang sie bei den Afrikaspielen die Goldmedaille im Straßenrennen und wurde zweifache eritreische Meisterin im Straßenrennen sowie im Einzelzeitfahren. 2016 errang sie mit Bronze ihre erste Medaille bei afrikanischen Radsportmeisterschaften, im Mannschaftszeitfahren. Im Jahr darauf errang sie zwei Medaillen, Gold im Mannschaftszeitfahren sowie Silber im Einzelzeitfahren.
2018 gewann Debesay ihre erste Einzelmedaille bei einer Afrikameisterschaft, als sie das Einzelzeitfahren gewann; ihr Bruder gewann das der Männer. Im Mannschaftszeitfahren errang sie Silber und im Straßenrennen Bronze. Kurz danach erhielt sie einen Vertrag beim Team Servetto-Stradalli Cycle-Alurecycling als erste Eritreerin in einem UCI Women’s Team. Im Jahr darauf wurde Debesay im März Afrikameisterin im Straßenrennen; am selben Tag errang ihr Bruder Mekseb den Titel bei den Männern. Bei den Afrikaspielen 2019 belegte sie mit der eritreischen Nationalmannschaft Platz zwei im Mannschaftszeitfahren.
2021 startete Debesay bei den Olympischen Spielen in Tokio im Straßenrennen, erreichte aber nicht das Ziel.

## Erfolge
2015
- Afrikaspielesiegerin – Einzelzeitfahren
- Afrikameisterschaft – Mannschaftszeitfahren (mit Wehazit Kidane, Tsehainesh Fitsum und Yohana Dawit)
- Eritreische Meisterin – Einzelzeitfahren, Straßenrennen

2016
- Afrikameisterschaft – Mannschaftszeitfahren (mit Yohana Dawit, Wogatht Gebrehiwet und Wehazit Kidane)
- Eritreische Meisterin – Einzelzeitfahren

2017
- Afrikameisterin – Mannschaftszeitfahren (mit Yohana Dawit, Wogatht Gebrehiwet und Bisrat Ghebremeskel)
- Afrikameisterschaft – Einzelzeitfahren

2018
- Afrikameisterin – Einzelzeitfahren
- Afrikameisterschaft – Mannschaftszeitfahren (mit Wehazit Kidane, Bisrat Ghebremeskel und Tighisti Ghebrihiwet)
- Afrikameisterschaft – Straßenrennen

2019
- Afrikameisterin – Straßenrennen
- Afrikameisterschaft – Mannschaftszeitfahren (mit Tighisti Ghebrihiwet, Desiet Kidane und Zinab Fitsum)
- Afrikaspiele – Mannschaftszeitfahren (mit Adyam Ande, Danait Fitsum und Desiet Kidane)